# 施履本
施 履本（し りほん、中国語: 施履本; 拼音: Shī Lǚbĕn; ウェード式: Shih Lǚ-pen）は、中華民国・満州国の外交官・政治家。別号は長卿。

## 事績

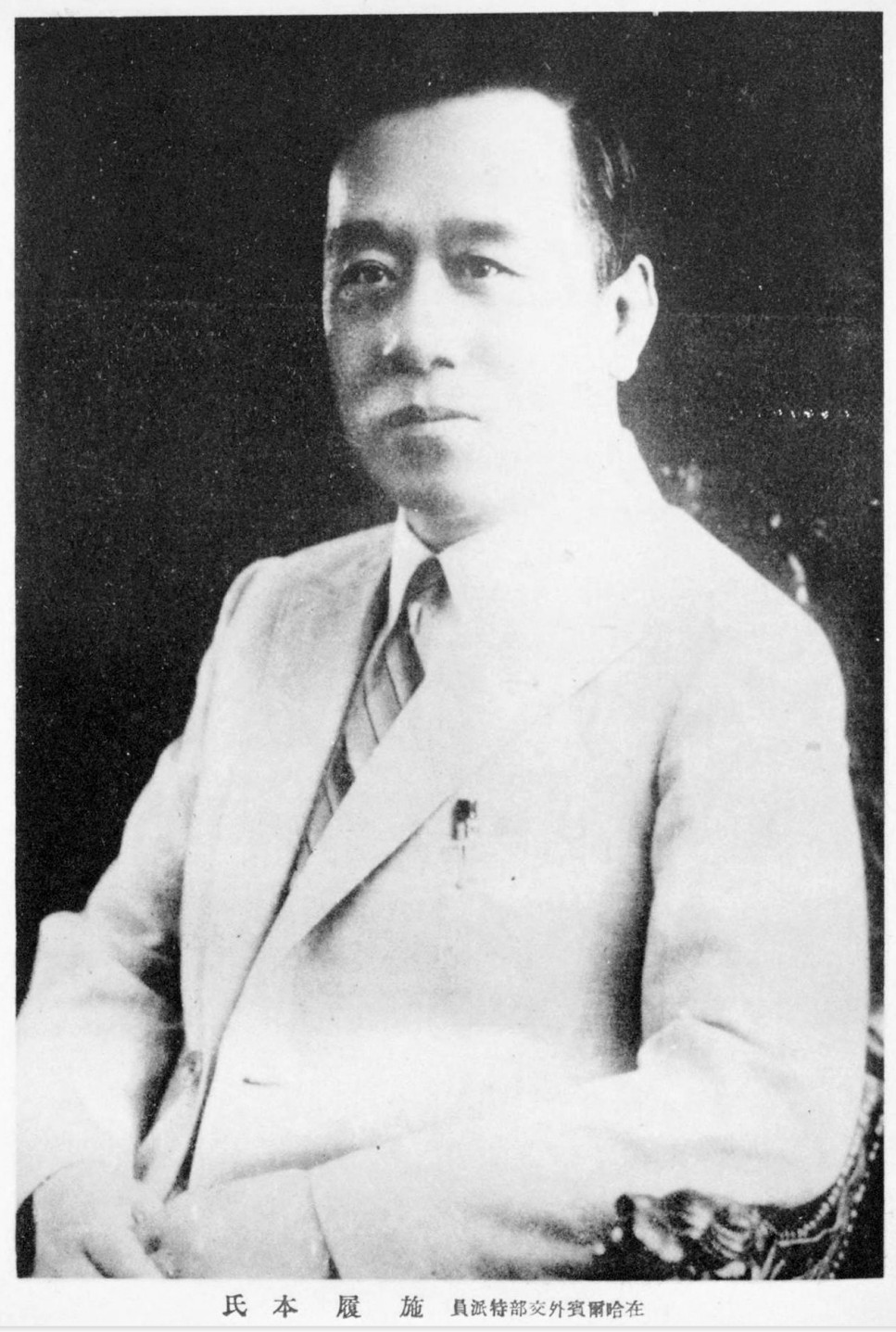
『大満洲国要人画報』(1934年)

日本に留学して中央大学法律科を卒業。清朝では外務部主事、宗室覚羅八旗高等学堂教授などを務めた。
1919年（民国8年）7月27日、施履本は山東省特派交渉員となり、1923年（民国12年）2月15日まで務めた。同年8月18日、施は駐日公使代理に任命され、翌月には関東大震災の慰問のため急遽来日している。1929年（民国18年）、国民政府外交部駐ハルビン（哈爾浜）特派員吉林弁事処長に任命された。
1932年（大同元年）3月に満洲国が建国されると、施履本は駐ハルビン吉林交渉署署長に任命された。同年6月に交渉署が北満特派員弁事処に改組されると、北満特派員に改められて留任した。 1935年（康徳2年）5月23日、ハルビン特別市長を兼任する。北満特派員としては対ソ交渉における現場担当者となり、ソ連側の不法越境問題などに対処した。1937年（康徳4年）6月に発生した乾岔子島事件においても、ソ連在ハルビン領事代理に抗議を申し入れている。
1937年（康徳4年）7月1日、ハルビン特別市が濱江省の省轄市に改められ、また、同省省長の閻伝紱が吉林省長に移ったため、施履本が後任の省長となった。翌1938年（康徳5年）1月17日、心臓性喘息のため死去。享年54（満52歳）。

## 注
1. ↑  本記事は『大満洲帝国名鑑』「吉林省」、5頁に従う。なお「施履本氏逝去」『読売新聞』1938年1月19日第二夕刊、1面は「享年五十六」としており、これに従うならば1883年生まれとなる。尾崎監修(1940)、18頁も「1883年生」としている。一方、「施履本氏」『東京朝日新聞』1938年1月19日夕刊、1面は「享年六十」としており、これに従うならば1879年生まれとなる。
2. 1 2 3 4  尾崎監修(1940)、18頁。
3. ↑  『大満洲帝国名鑑』(1934)、「吉林省」5頁
4. ↑  劉ほか主編（1995）、224-226頁。
5. ↑  「駐日代理公使 施履本氏に決定」『東京朝日新聞』1923年8月20日夕刊、1面。
6. ↑  『時事年鑑 大正十三年版』時事通信社、40頁。
7. ↑  「駐ハ吉林交渉署を廃す 北満特派員弁事処を建設」『東京朝日新聞』昭和7年（1932年）6月3日。
8. ↑  「満州国の人事異動」『東京朝日新聞』昭和10年（1935年）5月25日
9. ↑  満洲国史編纂委員会編(1956)、46頁。
10. ↑  「乾岔子（カンチヤヅ）占據のソ聯軍に断乎撤退を要求す 却つて艦隊集結の不法続行！」『読売新聞』1937年6月29日朝刊、1面。
11. ↑  満洲国史編纂委員会編(1956)、70頁。
12. ↑  「満州の人事異動 行革に伴い七月発令」『東京朝日新聞』昭和12年（1937年）6月12日、2面。
13. ↑  「施履本氏逝去」『読売新聞』1938年1月19日第二夕刊、1面。
14. ↑  「施履本氏」『東京朝日新聞』1938年1月19日夕刊、1面。